# Eberhard Natho
Eberhard Natho (* 24. Juni 1932 in Dessau; † 15. Dezember 2022 in Dessau-Roßlau) war ein evangelischer Theologe. Er war von 1970 bis 1994 Kirchenpräsident der Evangelischen Landeskirche Anhalts mit Sitz in Dessau.

## Leben und Wirken
Eberhard Natho wurde als Kind einer Dessauer Pfarrersfamilie geboren. Sein christliches Engagement führte zur Relegation von der Oberschule. Natho machte das Abitur am Kirchlichen Oberseminar Potsdam Hermannswerder (KOS) und studierte von 1954 bis 1958 an der Universität Greifswald Theologie.
Nach dem Ersten Theologischen Examen absolvierte er 1958 das Vikariat in Roßlau (Elbe). Nach dem Zweiten Theologischen Examen wurde er 1960 zum Pfarrer ordiniert.
Von 1961 bis 1971 war Eberhard Natho als Gemeindepfarrer in Güsten tätig und nahm ein Abgeordnetenmandat in der Stadtverordnetenversammlung wahr, zunächst für den Kulturbund (KB), dann für die CDU der DDR.
Im Jahre 1969 fand seine theologische Ehrenpromotion an der Universität Halle statt.
1970 wurde Natho Mitglied des Präsidiums der Evangelischen Landeskirche Anhalts und noch im selben Jahr zum Kirchenpräsidenten dieser Landeskirche in der Nachfolge von Martin Müller gewählt. Gleichzeitig übernahm er das Amt eines Gemeindepfarrers an der St.-Georgs-Kirche in Dessau.
24 Jahre übte er dieses Amt des leitenden Geistlichen in Anhalt aus, welches dem des Bischofs in anderen Landeskirchen entspricht. 1994 wurde Helge Klassohn sein Nachfolger als Kirchenpräsident der Evangelischen Landeskirche Anhalt. 1994 ging Natho in den Ruhestand.

## Sonstige Funktionen
- 1979–1982 Vorsitzender des Rates der Evangelischen Kirche der Union in der DDR
- 1981–1990 Vorsitzender der Arbeitsgemeinschaft Christlicher Kirchen in der DDR